# Вестманнові острови
Вестманові острови або Вестманнаейяр (ісл. Vestmannaeyjar) — муніципалітет, що розміщується на невеликому (близько 15 км²) архіпелазі на півдні від берегів острова Ісландія.

## Географія

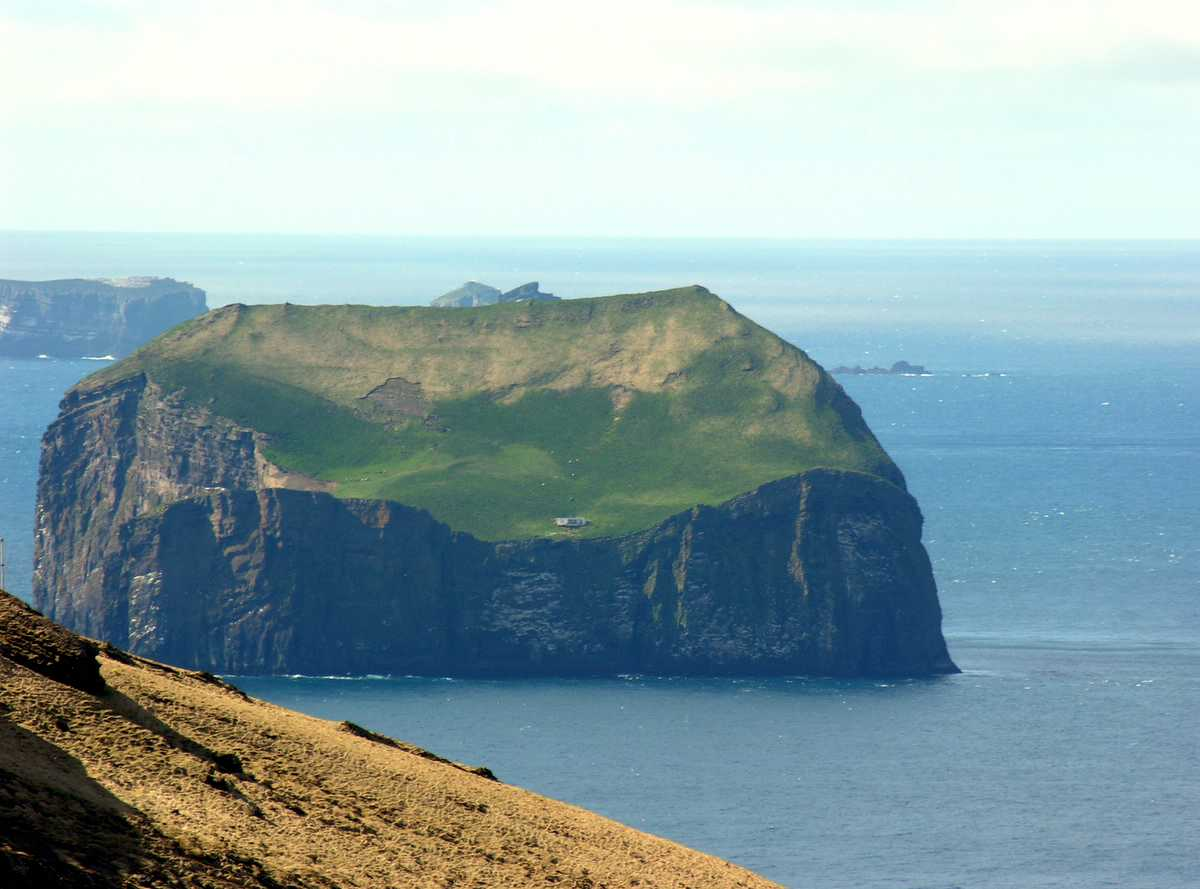
Вестманові острови мають скелясті неприступні береги

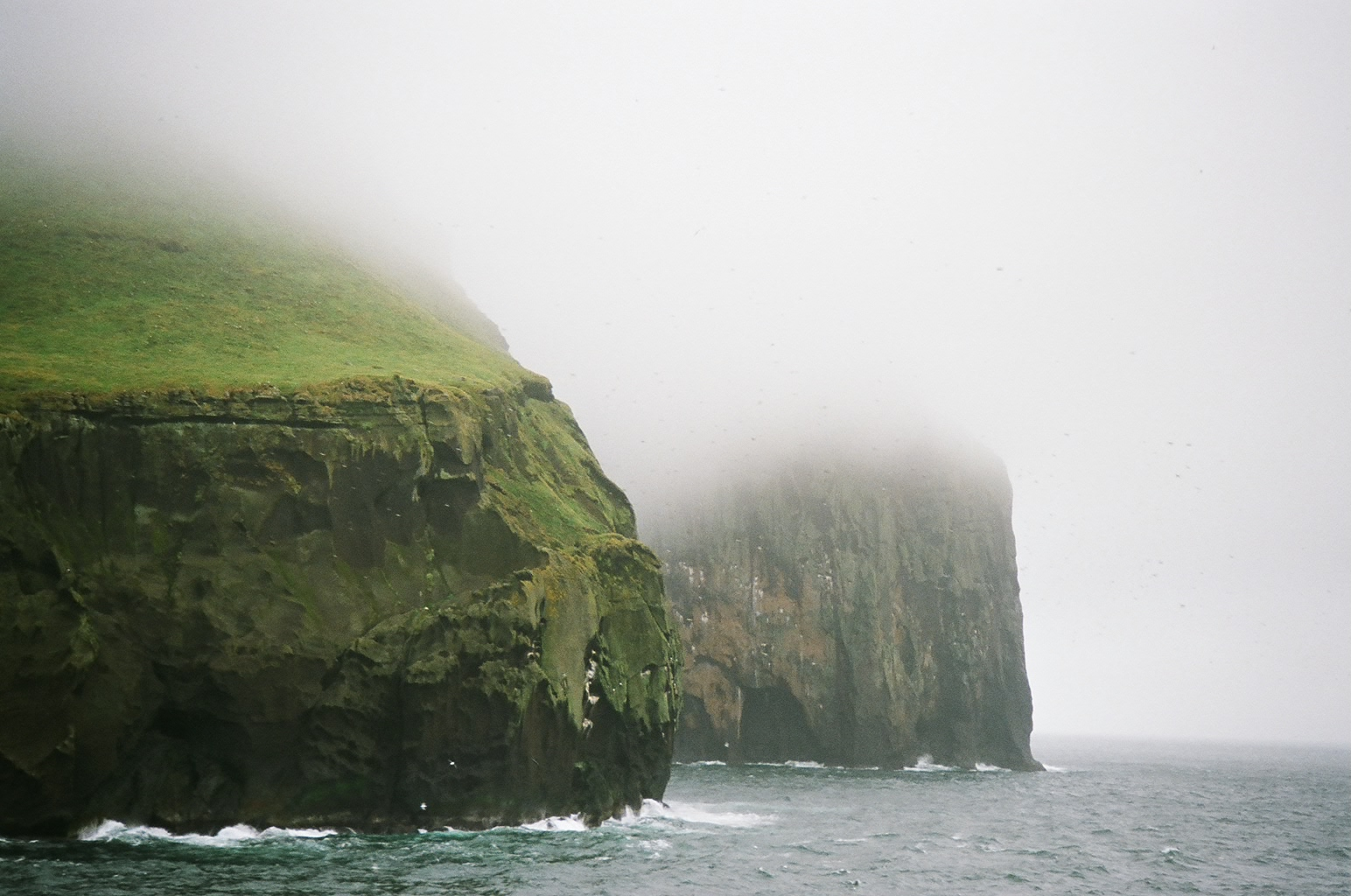
Скелі Істикллеттур в літньому тумані на острові Геймаей.

Вулканічна діяльність, як і в самій Ісландії, дуже активна. Велике виверження вулкана Ельдфетль в 1973 році змусило евакуювати населення Хеймаей. По його закінченні на місці луків утворилася гора висотою близько 200 метрів.

### Острови архіпелагу
- Геймаей  (13,4 км²)
- Суртсей  (1,4 км²)
- Еллідаей  (0,45 км²)
- Б'ярнарей  (0,32 км²)
- Álsey(інші мови)  (0,25 км²)
- Suðurey  (0,20 км²)
- Brandur(інші мови)  (0,1 км²)
- Hellisey  (0,1 км²)
- Súlnasker(інші мови)  (0,03 км²)
- Geldungur(інші мови)  (0,02 км²)
- Geirfuglasker  (0,02 км²)
- Hani
- Hæna(інші мови)
- Hrauney(інші мови)

Вестманові острови лежать на шляху перельотів багатьох видів птахів. Деякі види гніздуються на архіпелазі.

### Клімат
Місто знаходиться у зоні, котра характеризується морським кліматом. Найтепліший місяць — липень із середньою температурою 10 °C (50 °F). Найхолодніший місяць — січень, із середньою температурою 1.1 °С (34 °F).
| Клімат Вестманнаейяра   | Клімат Вестманнаейяра | Клімат Вестманнаейяра | Клімат Вестманнаейяра | Клімат Вестманнаейяра | Клімат Вестманнаейяра | Клімат Вестманнаейяра | Клімат Вестманнаейяра | Клімат Вестманнаейяра | Клімат Вестманнаейяра | Клімат Вестманнаейяра | Клімат Вестманнаейяра | Клімат Вестманнаейяра | Клімат Вестманнаейяра |
| Показник                | Січ.                  | Лют.                  | Бер.                  | Квіт.                 | Трав.                 | Черв.                 | Лип.                  | Серп.                 | Вер.                  | Жовт.                 | Лист.                 | Груд.                 | Рік                   |
| Абсолютний максимум, °C | 8                     | 7                     | 7                     | 10                    | 14                    | 17                    | 20                    | 17                    | 15                    | 12                    | 11                    | 11                    | 20                    |
| Середній максимум, °C   | 2                     | 3                     | 3                     | 4                     | 7                     | 9                     | 11                    | 11                    | 8                     | 6                     | 3                     | 3                     | 6                     |
| Середня температура, °C | 1                     | 2                     | 1                     | 3                     | 6                     | 8                     | 10                    | 10                    | 7                     | 5                     | 2                     | 1                     | 5                     |
| Середній мінімум, °C    | 0                     | 0                     | 0                     | 1                     | 4                     | 6                     | 8                     | 8                     | 6                     | 3                     | 1                     | 0                     | 3                     |
| Абсолютний мінімум, °C  | −13                   | −9                    | −12                   | −8                    | −7                    | 1                     | 3                     | 2                     | −1                    | −5                    | −10                   | −15                   | −15                   |
| Норма опадів, мм        | 140                   | 110                   | 110                   | 90                    | 80                    | 80                    | 80                    | 90                    | 130                   | 150                   | 130                   | 140                   | 1380                  |
| ----------------------- | --------------------- | --------------------- | --------------------- | --------------------- | --------------------- | --------------------- | --------------------- | --------------------- | --------------------- | --------------------- | --------------------- | --------------------- | --------------------- |
| Джерело: Weatherbase    |                       |                       |                       |                       |                       |                       |                       |                       |                       |                       |                       |                       |                       |

## Історія
Точна дата відкриття островів невідома, але вважається, що архіпелаг відкрили ірландські мореплавці та вікінги одночасно з Ісландією. Острови відомі тим, що в 1627 році були захоплені османським флотом і берберськими піратами, які поневолили місцеве населення в рабство і протягом 5 років використовували ці острови в якості своєї бази для операцій в Атлантичному океані. Вдруге про архіпелаг заговорили в 1960-х рр, коли на південний захід від нього утворився новий острів Суртсей. Вулканічна діяльність, як і в самій Ісландії, дуже активна. Велике виверження в 1973 році змусило евакуювати населення Геймаея. По його закінченні на місці луки утворилася гора висотою близько 200 метрів.

## Походження назви
В перекладі з ісландської Вестманнаейяр означає «острови західних людей», що нагадує про перших поселенців цих місць — ірландців (котрих норвезькі вікінги називали «західними людьми»), рабів, що підняли бунт проти свого господаря, норвезького вікінга Хьйорлейва Хродмарссона, та втекли на ці острови.

## Населення
Архіпелаг складається з одного населеного острова Геймаей та 13-ти маленьких безлюдних островів, а також декількох десятків скель та ухилів. Населення на грудень 2006 року становило 4075 осіб.

## Транспорт
Дістатися до архіпелагу можна або літаком, або поромом.